# Protocotylus fungiformis
Protocotylus fungiformis is een platworm (Platyhelminthes). De worm is tweeslachtig. De soort leeft in of nabij zoet water.
Het geslacht Protocotylus, waarin de platworm wordt geplaatst, wordt tot de familie Dendrocoelidae gerekend. De wetenschappelijke naam van de soort werd, als Sorocelis fungiformis, voor het eerst geldig gepubliceerd in 1903 door Sabussow.